# Новосілки (Камінь-Каширський район)
Новосі́лки — село в Україні, у Маневицькій селищній громаді Камінь-Каширського району Волинської області. Населення становить 484 особи.

## Географія
Селом протікає річка Окінка і на південно-західній околиці Старого Чорторийська впадає у річку Стир.

## Історія
12 червня 2020 року, відповідно до розпорядження Кабінету Міністрів України № 708-р «Про визначення адміністративних центрів та затвердження територій територіальних громад Волинської області», село увійшло у склад Маневицької селищної громади.
19 липня 2020 року, в результаті адміністративно-територіальної реформи та ліквідації  Маневицького району, село увійшло до складу новоутвореного Камінь-Каширського району.

## Населення
Згідно з переписом УРСР 1989 року чисельність наявного населення села становила 573 особи, з яких 262 чоловіки та 311 жінок.
За переписом населення України 2001 року в селі мешкали 484 особи. 100 % населення вказало своєю рідною мовою українську мову.